# Filippo Pagni
Filippo Pagni (Pisa, 3 maggio 1984) è un pallavolista italiano.
Gioca nel ruolo di centrale nel CUS Pisa Volley.

## Carriera
La carriera di Filippo Pagni inizia nella formazione pisana dell'ASD Migliarino Volley 1984. Nella stagione 2003-04 arriva la chiamata dalla principale formazione toscana, la Volley Lupi Santa Croce, dove rimane per quattro anni, eccezion fatta per una parentesi in prestito alla Marconi Volley Spoleto; con la squadra santacrocese ottiene la vittoria del campionato 2004-05, con conseguente promozione in Serie A1, e la Coppa Italia di Serie A2. Si trasferisce poi alla Pallavolo Modena, dove esordisce nel massimo campionato italiano e nelle competizioni europee, vincendo anche la Challenge Cup 2007-08. Terminata questa esperienza torna per un anno alla Volley Lupi Santa Croce, conquistando la sua seconda Coppa Italia di Serie A2 ma fallendo la promozione in Serie A1. Dopo due annate all'Argos Volley di Sora passa al CUS Pisa Volley in Serie B2.

## Palmarès
- Coppa Italia di Serie A2: 2

2004-05, 2010-11
- Challenge Cup: 1

2007-08